# Kéktorkú gyurgyalag
A kéktorkú gyurgyalag (Merops viridis) a madarak (Aves) osztályának a szalakótaalakúak (Coraciiformes) rendjéhez, ezen belül a gyurgyalagfélék (Meropidae) családjához tartozó faj.

## Rendszerezése
A fajt Carl von Linné svéd természettudós írta le 1758-ban.

## Alfajai
- Merops viridis americanus Statius Muller, 1776
- Merops viridis viridis Linnaeus, 1758[2]

## Előfordulása
Délkelet-Ázsiában, Brunei, Kambodzsa, Kína, Hongkong, Indonézia, Laosz, a Fülöp-szigetek, Malajzia, Szingapúr, Tajvan, Thaiföld és Vietnám területén honos.
Természetes élőhelyei a szubtrópusi és trópusi síkvidéki esőerdők, mangroveerdők és  cserjések, folyók és patakok környékén, tengerparti homokdűnék, valamint legelők, szántóföldek és vidéki kertek.

## Megjelenése
Testhossza 21 centiméter, testtömege 34–41 gramm.

## Életmódja
Rovarokkal táplálkozik.

## Természetvédelmi helyzete
Az elterjedési területe rendkívül nagy, egyedszáma pedig stabil. A Természetvédelmi Világszövetség Vörös listáján nem fenyegetett fajként szerepel.